# بزی (هندیجان)
بَزّی روستایی در دهستان سورین بخش چم خلف عیسی شهرستان هندیجان استان خوزستان ایران است.

## جمعیت
بر پایه سرشماری عمومی نفوس و مسکن در سال 1401جمعیت این مکان 95 نفربوده‌است.